# Иосифляне
Иосифля́не (Осифля́не) — последователи Иосифа Волоцкого, представители церковно-политического течения в Русском государстве в конце XV — середине XVI века, отстаивавшие право монастырей на землевладение и владение имуществом в целях осуществления монастырями широкой просветительской и благотворительной деятельности. Резко полемизировали с другими группами и течениями.
Иосиф Волоцкий — обличитель ереси жидовствующих, автор «душеполезного сочинения», называющегося «Просветитель» и ряда посланий, в которых он, споря с другим подвижником — Нилом Сорским, — доказывал полезность монастырского землевладения, отстаивал необходимость украшать храмы красивыми росписями, богатыми иконостасами и образами.
Главным оппонентом иосифлян в церкви было возглавляемое Нилом Сорским движение нестяжателей, требовавшее возвращения к коллективизму и аскетизму раннего христианства и соответственного отказа от церковного имущества в общем и феодального землевладения монастырей в частности. На соборе 1503 года иосифляне выступили с резким осуждением нестяжателей и временно поддержавшего их князя Ивана III Васильевича, отстаивая монастырское землевладение. В результате Иван III поддержал Иосифа Волоцкого и созвал собор 1504 года, на котором «жидовствующие» были осуждены как еретики и преданы анафеме.
Иосифляне доминировали и на Стоглавом соборе 1551 года, на котором вновь отвергли программу ограничения церковно-монастырского землевладения, выдвинутую приближённым к Ивану IV Грозному протопопом Сильвестром. В дальнейшем иосифляне инициировали осуждение Матвея Башкина и Феодосия Косого и гонения на их последователей, а также поддержали учреждение опричнины.
Иосифляне выступали в качестве официальных идеологов православной церкви и монархической власти. Доктрина иосифлян строилась на теологическом обосновании возникновения государства и божественного происхождения царской власти, а также на утверждении преемственности Русского государства, оставшегося единственным оплотом православия после падения Константинополя в 1453 году. На этом основании иосифляне требовали предоставления Московской митрополии статуса патриархии (это произошло только в 1589 году).
Иосифляне выступали за открытость монастырей. Главной задачей монастырей являлась миссионерская деятельность и обеспечение населения продовольствием во время неурожая.
К иосифлянам принадлежал псковский монах Филофей, популяризатор концепции митрополита Московского Зосимы «Москва — Третий Рим», на которой строилась официальная идеология русских царей (сам митрополит Зосима не был сторонником иосифлян и подвергался с их стороны нападкам и обвинениям в «потакании еретикам»).

## Происхождение названия
Именование «иосифлян» не было принято ни при жизни преподобного Иосифа Волоцкого, ни после его кончины. Этим термином не пользовались в конце XV века — первой половине XVI века ни его последователи, ни их оппоненты среди старцев Белозерских и Вологодских монастырей или других группировок в церковной и светской среде. Средневековый человек Древней Руси не мыслил категориями «партий», тем более в отношении духовной жизни. Осознавая себя членом древнерусской общины, общности, он рассматривал церковную жизнь как часть общинной жизни, и потому всякое иномыслие вне догматов, установленных на семи Вселенских соборах, представлялось ему как духовное «инородство»; точно так же в этническом плане он относился к представителям германской нации, приезжавшим на Русь на длительное время.
Скорее всего о монахах — выходцах Иосифо-Волоцкого монастыря — стали говорить во второй половине XVI века в собирательном смысле как об особой духовной школе. Впервые это название появилось в писаниях беглого князя Андрея Курбского, который мыслил категориями другой духовно-политической среды. В числе «осифлян» назван Вассиан Топорков. В духе острой полемики и обличительного пафоса по поводу своих бывших соотечественников Курбский поминает «осифлянских мнихов», называя их всех без исключений «вселукавыми» и «презлыми».